# Yu Xinyuan
Yu Xinyuan (chinesisch 於新元 / 于新元, Pinyin Yú Xīnyuán; * 13. Februar 1985 in Peking) ist ein ehemaliger chinesischer Tennisspieler.

## Karriere

### Anfänge der Karriere und Medaillengewinn bei den Asienspielen (2003–2006)
Yu spielte 2003 seine ersten Turniere auf der ITF Future Tour. Bereits ein Jahr später wurde er das erste Mal für die chinesische Davis-Cup-Mannschaft nominiert. Sowohl im Spiel gegen die Philippinen als auch gegen Kuwait konnte er seine Spiele gewinnen. Nach ersten Erfolgen im Doppel erhielt er für das Hauptfeld in Peking eine Wildcard und kam so zu seinem Debüt auf der ATP World Tour, scheiterte jedoch in der ersten Runde. Ein Jahr später stand er dank einer erneuten Wildcard wieder im Hauptfeld desselben Turniers. Anders als im Vorjahr schaffte er mit seinem Partner Zeng Shaoxuan diesmal den Einzug ins Halbfinale und schied dort gegen Michael Berrer und Kenneth Carlsen aus. Im Dezember nahm Yu an den Asienspielen teil. Er spielte im Doppel, im Teamwettbewerb und im Mixed. Während er im Doppel und Team in der ersten Runde ausschied, gewann er im Mixed gemeinsam mit Sun Tiantian die Bronzemedaille.

### Erste Erfolge auf der Challenger Tour und Teilnahme bei den Olympischen Spielen (2007–2008)
Im März gewann er in Ho-Chi-Minh-Stadt bei seinem ersten Turnier auf der ATP Challenger Tour den Doppeltitel. So stand er im Mai des Jahres das erste Mal unter den Top 200 der Weltrangliste. Während im Einzel seine Karriere etwas stagnierte – er gewann keinen Futuretitel mehr und kam selten über die zweite Runde bei Challenger-Turnieren hinaus – war er im Doppel umso erfolgreicher. Er stand mit seinem Dauerpartner Zeng in Recanati im Finale und gewann im Dezember in Neu-Delhi seinen zweiten Challengertitel.
Im Folgejahr gewann er in Guangzhou und Reggio nell’Emilia seine nächsten Titel. Bei den Olympischen Sommerspielen in Peking spielte er sowohl im Einzel als auch im Doppel. Im Einzel schied er in der ersten Runde gegen Tomáš Berdych aus, im Doppel an der Seite von Sun Peng gegen das polnische Duo Mariusz Fyrstenberg und Marcin Matkowski. Im September trug Yu mit seinem Doppelerfolg in der Davis-Cup-Begegnung gegen Neuseeland dazu bei, dass China der Aufstieg in die Gruppe I der Ozeanien-/Asienzone gelang. Nachdem er in Peking erstmals die Auftaktrunde bei einem World-Tour-Event überstand, erreichte er im November mit dem 136. Rang seinen Karrierebestwert im Doppel.

### Abrutschen in der Weltrangliste und Karriereende (2009–2010)
2009 konnte Yu nicht an seine Erfolge aus den Vorjahren anknüpfen, wodurch er in der Weltrangliste aus den Top 500 rutschte. Da er damit nicht mehr für Challenger-Turniere qualifiziert war, spielte er hauptsächlich Turniere der Future Tour und gewann dort nur noch zwei weitere Titel. Er erhielt noch eine Wildcard für das ATP World Tour Masters 1000 in Shanghai, schied aber mit Gao Wan in der ersten Runde gegen Julian Knowle und Jürgen Melzer aus. Dies war sein letztes großes Turnier und er beendete 2010 seine Profikarriere.

## Erfolge
| Legende (Anzahl der Siege)  |
| Grand Slam                  |
| ATP World Tour Finals       |
| ATP World Tour Masters 1000 |
| ATP World Tour 500          |
| ATP World Tour 250          |
| ATP Challenger Tour (4)     |

### Doppel

#### Turniersiege
| Nr. | Datum            | Turnier            | Belag     | Partner       | Finalgegner                        | Ergebnis         |
| --- | ---------------- | ------------------ | --------- | ------------- | ---------------------------------- | ---------------- |
| 1.  | 18. März 2007    | Ho-Chi-Minh-Stadt  | Hartplatz | Zeng Shaoxuan | Sebastian Rieschick Wang Yeu-tzuoo | 7:62, 6:3        |
| 2.  | 7. Dezember 2007 | Neu-Delhi          | Hartplatz | Zeng Shaoxuan | Pawel Tschechow Michail Jelgin     | 6:3, 6:3         |
| 3.  | 2. Februar 2008  | Guangzhou          | Hartplatz | Zeng Shaoxuan | Phillip King Danai Udomchoke       | 1:6, 6:3, [10:5] |
| 4.  | 28. Juni 2008    | Reggio nell’Emilia | Sand      | Zeng Shaoxuan | Mariano Hood Leonardo Mayer        | 6:3, 6:4         |